# Comuna Kirove, raionul Mîkolaiiv, regiunea Mîkolaiiv
Kirove (în ucraineană Кірове) este o comună în raionul Mîkolaiiv, regiunea Mîkolaiiv, Ucraina, formată din satele Kirove (reședința) și Stara Bohdanivka.

## Demografie
Componența lingvistică a comunei Kirove
     Ucraineană (91,88%)
     Rusă (7,55%)
     Alte limbi (0,57%)
Conform recensământului din 2001, majoritatea populației comunei Kirove era vorbitoare de ucraineană (91,88%), existând în minoritate și vorbitori de rusă (7,55%).